# شيلا فيل
شيلا فيل (بالإنجليزية: Sheila Fell)‏ هي رسامة بريطانية، ولدت في 1931، وتوفيت في 1979.